# Sumatranæsehorn
Sumatranæsehornet (Dicerorhinus sumatrensis) er et næsehorn i ordenen af uparrettåede hovdyr. Arten er den eneste i slægten Dicerorhinus. Dyret har en skulderhøjde på 112-145 cm og har en længde på 236-313 cm. Dyret vejer 0,8-1 t. Sumatranæsehornet har to horn, hvor det bageste er lille, mens det forreste når en længde på 38 cm.
Bestanden af sumatranæsehorn er nede på 80 dyr grundet krybskytteri.